# Quercus mohriana
Quercus mohriana, és un tipus de roure arbustiu o arbre petit perennifoli que pertany a la família de les fagàcies i està dins de la secció dels roures blancs.

## Descripció
Quercus mohriana pot ser un arbre petit de fins a 6 metres d'altura o un arbust de molt de gruix. L'escorça és de color marró clar, aspra i solcada profundament. Les branquetes són de color groguenc o blanquinós, amb pèls curts de vellut, arribant a ser suau amb l'edat. Els brots són de color vermell fosc-marró, escassament coberts de pèls. Les fulles són brillants, coriàcies, de color blau fosc-gris i densament cobert de pèls grisos clars per sota. Tenen vores senceres i són de vegades dentades. La inflorescència, que apareix a la primavera, és de color vermellós. Hi ha aments femenins amb una a tres flors i aments masculins amb nombroses flors. Les glans són profundes, creixen sols o en parelles i són de color marró clar, àmpliament ovoides amb l'àpex arrodonides.

## Distribució i hàbitat
Quercus mohriana és endèmica en les regions muntanyoses centrals del sud d'Amèrica del Nord. És abundant a l'oest de Texas. També creix al sud-oest d'Oklahoma i el nord-est de Nou Mèxic i a l'estat de Coahuila de Mèxic.
L'hàbitat preferit d'aquest roure és de pedra calcària seca o vessants calcàries a una alçada d'entre 600 i 2500 metres sobre el nivell del mar, en garrigues i en matolls desèrtics de sabana. Es desenvolupa en les regions que reben menys de 20 centímetres de precipitació anual. Creix en associació amb Cercocarpus montanus, Ceanothus greggii, Quercus pungens, Juniperus monosperma, Opuntia imbricata, Opuntia phaeacantha, Ungnadia speciosa, Diospyros texana, Erioneuron pilosum i Quercus fusiformis.

## Taxonomia
Quercus mohriana va ser descrita per Buckley ex-Rydb. i publicat a Bulletin of the New York Botanical Garden 2(6): 219, pl. 31, f. 1–2. 1901.
Etimologia
Quercus: nom genèric del llatí que designava igualment al roure i a l'alzina.
mohriana: epítet atorgat en honor del farmacèutic i botànic Charles Mohr d'Alabama.